# Garanzie funzionali
Garanzie funzionali è un concetto che descrive una speciale causa di giustificazione applicabile al personale e/o alle operazioni condotte nell'ambito dei compiti istituzionali dei servizi segreti italiani.

## Normativa
Secondo l'art. 17 della legge istitutiva (3 agosto 2007 n. 124), "non è punibile il personale dei servizi per la sicurezza che ponga in essere condotte previste dalla legge come reato, legittimamente autorizzate di volta in volta —dal Presidente del Consiglio dei ministri o dall'Autorità delegata— in quanto indispensabili alle finalità istituzionali di tali servizi", nel rispetto di un articolato sistema di limitazioni.
Secondo l'attuale normativa (peraltro replicando il regime previgente) stabilisce in linea di principio che il personale delle agenzie di cui parliamo non rivesta la qualifica di ufficiale di polizia giudiziaria (o agente), né quella di ufficiale di pubblica sicurezza (o agente). Gli "agenti segreti" che abbiano notizia di un reato non sono, pertanto, soggetti al generale obbligo (gravante sul pubblico ufficiale giusta l'art. 331 del codice di procedura penale) di denunciare tali fatti all'autorità giudiziaria, ma ne riferiranno ai rispettivi direttori (che alla loro volta informeranno il Presidente del Consiglio dei ministri, oppure l'Autorità delegata, se istituita). 

## Limiti dell'istituto
- Limiti oggettivi. Non si applica per i delitti contro la vita, l'integrità fisica, la personalità individuale, la libertà personale, la libertà morale, la salute, l'incolumità, di una o più persone; non si applica inoltre per una serie di altri gravi reati sempre indicati dall'articolo di cui sopra.
- Limiti soggettivi. I comportamenti "scriminati" non possono essere tenuti nelle sedi di partiti politici, di assemblee o consigli regionali, di sindacati, o in danno di giornalisti professionisti iscritti allo specifico albo.